# Frimodigsgrundet
Frimodigsgrundet är en ö i Finland. Den ligger i Bottenviken och i kommunen Karleby i den ekonomiska regionen  Karleby i landskapet Mellersta Österbotten, i den nordvästra delen av landet. Ön ligger nära Karleby och omkring 420 kilometer norr om Helsingfors.
Öns area är 0,3 hektar och dess största längd är 80 meter i nord-sydlig riktning. I omgivningarna runt Frimodigsgrundet växer i huvudsak blandskog. Närmaste större samhälle är Karleby, 5,5 km öster om Frimodigsgrundet.